# Elerweerd

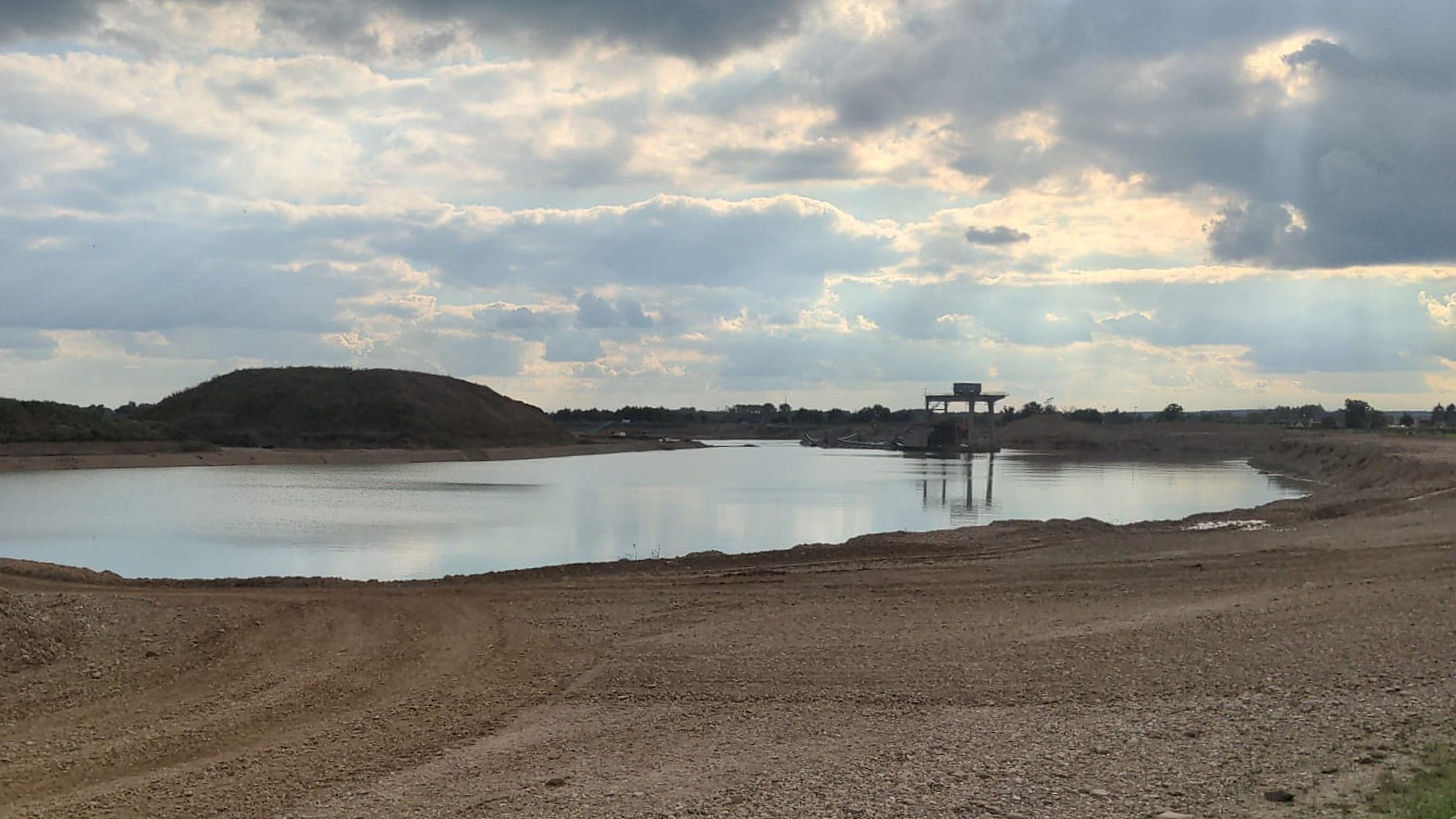
Elerweerd

De Elerweerd is een ontgrindingsgebied in de Belgische plaats Elen.
In juni 2019 lag de overeenkomst van het Projectgrindwinningscomité (PDG) voor op de gemeenteraden van Dilsen-Stokkem en Maaseik om de Elerweerd, 170 hectare groot, te ontgrinden. Dit gebied ligt voor het grootste deel in de gemeente Dilsen-Stokkem en ongeveer 33 % in de gemeente Maaseik, meer bepaald tussen Heppeneert en Elen tussen de Maas en de huidige winterdijk. Het comité had als doel om voor dit project van maatschappelijk belang afspraken te maken tussen de partners, zijnde de provincie Limburg, de Limburgse grindgemeenten, de landbouwers, de milieubewegingen en de grindsector (Steengoed).
Het project heeft twee doelen:
- bij hoogwaterstanden van de Maas de veiligheid verhogen door de bedding met 2 à 3 meter te verlagen waardoor de hoogwaterveiligheid verhoogt
- het verbeteren van de natuur van de rivier

Om de Elerweerd aansluiting te geven met de rivierbedding wordt dit gebied verlaagd. Om een veilige stroming van het water te garanderen krijgt het gebied een gevarieerd reliëf met ondiepe geulen, hogere ruggen en lange zachte hellingen. De afgraving omvat het hele gebied en alle grind zal gecommercialiseerd worden. Na ontgrinding wordt het gebied opnieuw aangevuld met opgezogen zand uit de Meerheuvelplas tot een lager maaiveldniveau en wordt de originele afgegraven bovenlaang teruggestort. De ontgrinding start in september 2019 en zou rond 2034 beëindigd zijn.
Elerweerd is nu een landbouwgebied en zal dat blijven tot aan de start van de ontgrinding. Na de werken en de heraanleg wordt het hele gebied herbestemd als hoogwaardig natuurgebied met zachte vormen van recreatie zoals wandelen en fietsen. Natuurpunt zal instaan voor het beheer, met inzet van grote grazers (Konik, zoals die in andere natuurgebieden zoals Bergerven te vinden zijn). Steengoed zal de landbouwers compenseren door de uitbouw van een irrigatienetwerk in dit gebied om de gronden bij droogte te beregenen.
Er wordt een netwerk van zeven km leidingen aangelegd waarmee men 550 hectare landbouwgrond kan irrigeren met water uit de Meerheuvelplas. Dat laat groenteteelt toe met driemaal per jaar oogst.

## Zonnepark
In 2023 werd een installatie met 7000 zonnepanelen met een vermogen van 4,5 megawatt in gebruik genomen.

## Financiële opbrengst
De gemeenten Maaseik en Dilsen-Stokkem zullen via belastingen nieuwe inkomsten verwerven. Steengoed betaalt beide gemeenten 0,88 € per ton ontgonnen grind. De totaal tonnage wordt geraamd op 18,5 miljoen ton waarvan twee derde naar Dilsen-Stokkem vloeit en de overige een derde naar Maaseik. Jaarlijks betekent dat een opbrengst van 720.000 euro voor Dilsen-Stokkem en 360.000 euro voor Maaseik.
Men berekende de nog niet ontgonnen grindvoorraad in het Maasland op 4 miljard m³.

## Galerij

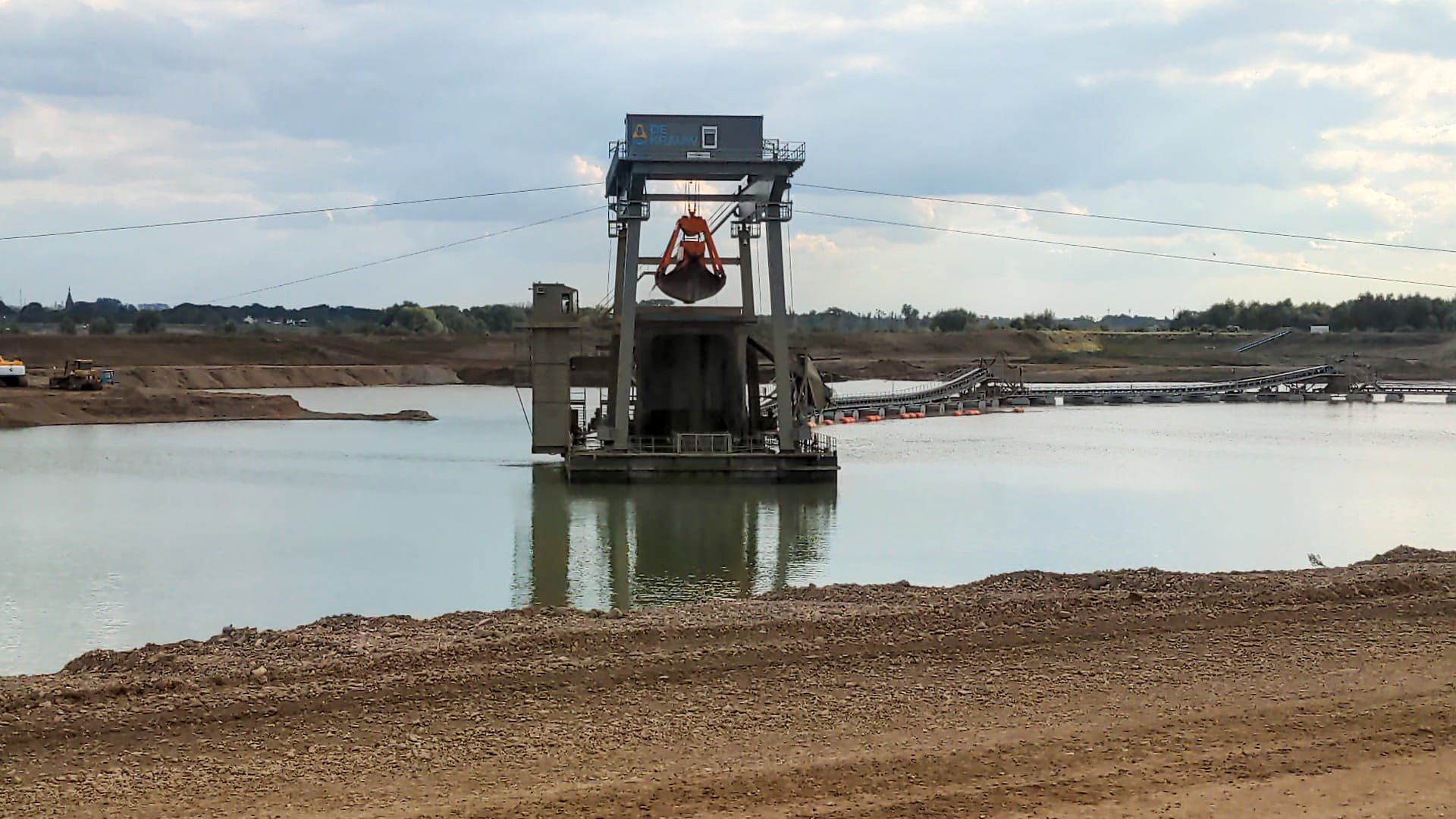
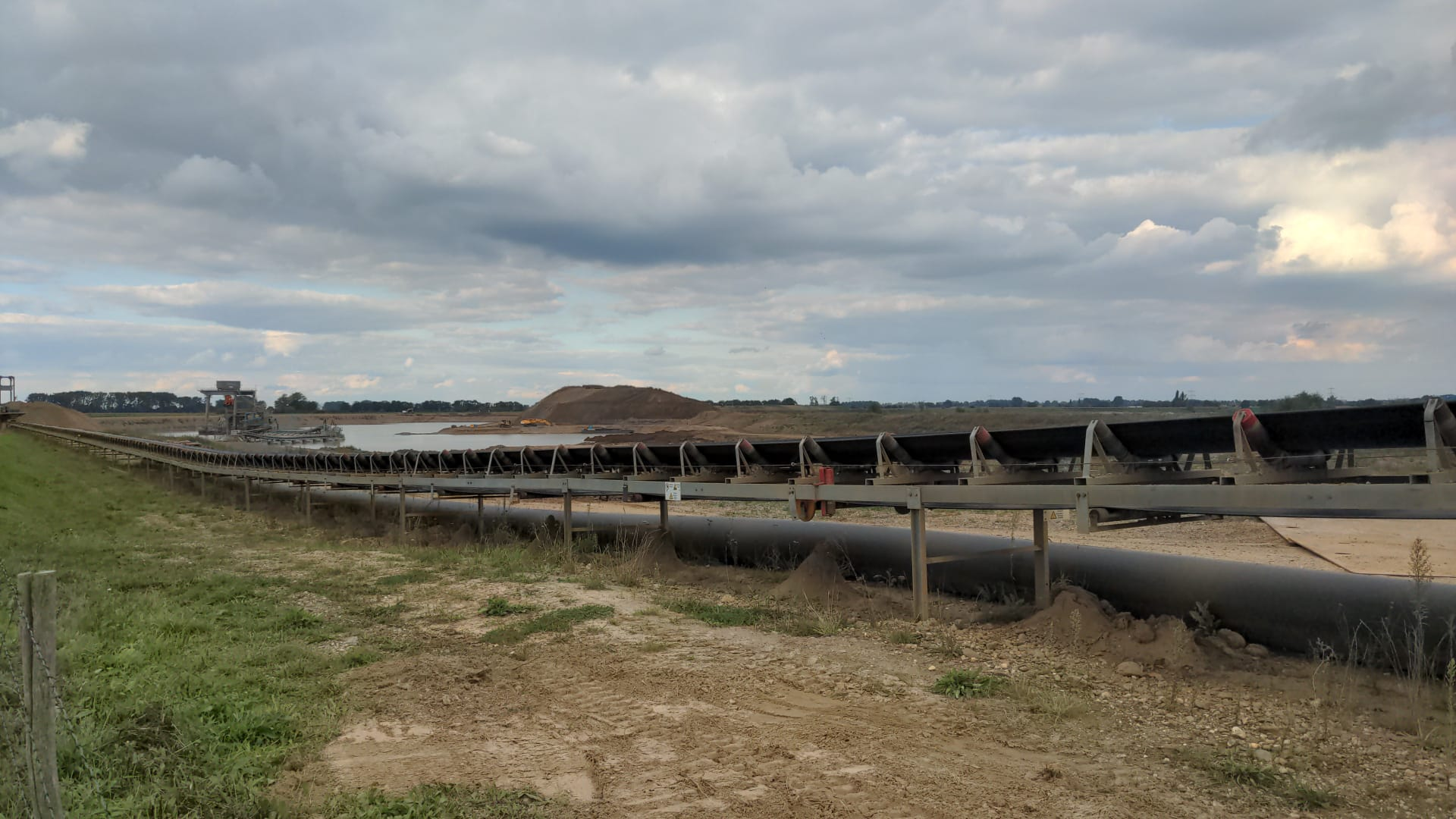